# Società Sportiva Alba Roma
La Società Sportiva Alba, conosciuta semplicemente come Alba, è stata una società calcistica di Roma fondata nel 1907.
La divisa era di colore verde, interrotta da una grande banda bianca orizzontale. Umberto Farneti, proprietario del club, era titolare di un'osteria del centro di Roma, nei pressi del quartiere Flaminio, utilizzata anche come "sede sociale" della squadra e come ritrovo per i sostenitori del club.

## Storia

### Gli inizi
L'Alba fu fondata nel 1907 all'Esquilino, per iniziativa di alcuni studenti e giovani artigiani appassionati di podismo, il primo presidente fu Palumbo e come prima sede si arrangiò in uno scantinato in via Domenichino, mentre gli allenamenti serali si svolgevano nella sopraelevata e curvilinea di via delle Sette Sale. Nel 1909 la sede si trasferì in via Principe Eugenio, nel retrobottega di un forno. La società ebbe un forte sviluppo quando alla presidenza salì Rubens Rossi. La squadra di calcio era composta quasi esclusivamente dai granatieri che si esercitavano nel poligono d'artiglieria attiguo a Castro Pretorio, il campo era situato lungo via Porta San Lorenzo. Dopo alcuni campionati di Promozione, nel 1912, gli albini furono ammessi alla Terza Categoria FIGC. Nel 1913 i dirigenti furono costretti a ritirare la squadra dal campionato, a causa degli impedimenti mossi dalle autorità militari, e venne sciolta la sezione.

Lo stemma della Società Sportiva Alba-Audace

L'anno dopo fu rifondata da Umberto Farneti, il quale comprò dei terreni nel quartiere Flaminio per avere un campo dove la squadra potesse giocare. Il pubblico che seguiva la squadra veniva principalmente da tale quartiere ed era di estrazione popolare. L'Alba si fuse nel 1926 con l'Audace Roma, per partecipare con maggior forza al nuovo campionato di Divisione Nazionale, e assunse il nome di Unione Sportiva Alba Audace.

### La fusione nell'A.S. Roma

L'albero genealogico dell'AS Roma

Nel primo dopoguerra il calcio iniziò a volgere verso il professionismo e l'Alba preferì seguire tale corrente.
Le trattative per la creazione del nuovo club coinvolsero, in un primo momento, solo le tre maggiori società capitoline: Alba, Fortitudo e Lazio. La trattativa però si arenò sulle percentuali di debito dei vari club che il nuovo sodalizio avrebbe dovuto ereditare e sul nome che avrebbe assunto. Il Roman aveva la disponibilità per far fronte alle necessità economiche ed una solida organizzazione societaria e per questo entrò nella trattativa. Il contributo di questo fu, infatti, determinante più sul piano amministrativo che su quello prettamente sportivo.
La quasi totalità dei calciatori della neonata società vennero forniti da Alba e Fortitudo, mentre il Roman diede la sede sociale e diversi dirigenti. Italo Foschi (presidente della Fortitudo) presiedette, insieme all'onorevole Ulisse Igliori (membro del direttorio nazionale del PNF e presidente dell'Alba), al percorso che portò alla fusione Fortitudo-Pro Roma, Alba-Audace e Roman nell'Associazione Sportiva Roma. Tra i giocatori che la squadra diede all'A.S. Roma vengono ricordati in particolare il portiere Bruno Ballanti, i difensori Angelo Bianchi, Giovanni Degni e Attilio Mattei, i centrocampisti Cesare Augusto Fasanelli, Pierino Rovida e Luigi Ziroli e l'attaccante Arturo Chini Ludueña.

### Rifondazione
Un tentativo di rifondazione vi fu nel maggio 1928 allorquando la Virtus Goliarda, finalista di Seconda Divisione Sud, tentò di cambiare denominazione in Alba: il tentativo fu fermato sul nascere dall'ufficio sportivo del Partito Nazionale Fascista in quanto, per disposizione della FIGC, nessuna squadra con il nome di Alba poteva sorgere a Roma.
Rifondata nell'ottobre 1930 come Associazione Sportiva Alba, ripartì dai campionati regionali laziali, ottenendo nel 1938-39 la promozione in Serie C. Nel dopoguerra, cercando di porsi come terza forza della capitale, assorbì la Ala Italiana (1945) diventando l'Associazione Sportiva Albala, e sia la Trastevere che l'Italia Libera nel 1946, allorquando la rediviva società fu addirittura promossa come Albalatrastevere in Serie B Bassitalia, torneo nel quale non andò tuttavia oltre il quattordicesimo posto retrocedendo in Serie C ed andando, poi, progressivamente a spegnersi.
Il 28 aprile 1946 termina il campionato di Serie C Centro Sud: al primo posto si classifica l'Albala e al quarto il Trastevere, che subito inoltra domanda per il ripescaggio, mentre l'Albala non ha le condizioni economiche per affrontare un eventuale campionato nella serie cadetta.
La società Albala era nata il 27 agosto 1945 dalla fusione tra l'Ala Italiana (già Ala Littoria) e la Albaerotecnica, quest'ultima nata a sua volta nel novembre 1944, dalla fusione tra l'Alba e l'Aerotecnica
La società Trastevere, invece, gode di una buona solidità finanziaria, avendo dimostrato, sin dall'ottobre del 1944, una forte vivacità economica con gli ingaggi di Aldo Donati e Renato Cappellini prima, Giorgio Barsanti e Gipo Viani poi.
Nel settembre del 1945, il consiglio d'amministrazione del club si era potenziato con l'ingresso di figure del calibro del marchese Domenico Sili, del leggendario Ercole Ercoli (più volte presidente, sin dal 1935) e con la presidenza di Guidi Ferretti, facoltoso commerciante pronto a investire somme rilevanti per far ben figurare la squadra.
Sono gli anni in cui il Trastevere si fa carico delle spese per la ristrutturazione del campo Buozzi (poi detto Ercoli), con lavori terminati nell'ottobre del 1945.
Nel giugno del 1946 iniziano le trattative per la fusione tra i due club. In realtà, inizialmente nell'accordo doveva rientrare pure l'Italia Libera, ma quest'ultima si tirò poi indietro, provando un infruttuoso tentativo di fusione con il Trionfale.
L'organigramma della neonata Alba Trastevere è formata quasi interamente da dirigenti del Trastevere: il marchese Domenico Sili, già presidente e membro del consiglio d'amministrazione trasteverino, è il nuovo presidente; il nuovo vicepresidente è Ercole Ercoli, già più volte presidente del Trastevere tra il 1935 e 1945 nonché il finanziatore dei lavori di adeguamento del campo Buozzi; il nuovo direttore sportivo è Giuseppe Mattioli, per anni dirigente dell'A.S. Trastevere. Inoltre, la sede della Società è proprio nel cuore di Trastevere in Piazza Giuseppe Gioachino Belli n. 2.
L’Albatrastevere fu iscritta al campionato di serie B e assegnata al girone C (vinto dalla Salernitana); arrivata quartultima, a un solo punto dal Siracusa, retrocedette in Serie C.
L'articolo de Il Corriere dello Sport del 18 ottobre 1947 a firma del giornalista Vittorio Finizio “L’Alba è stata acquisita in blocco per 23.000 lire tre stagioni orsono (n.d.r. 27-8-45)” ripercorre la storia dell’assorbimento dell’Albala da parte della A.S. Trastevere,  che prenderà poi il nome di Albatrastevere e illustra le vicende del campionato da questa disputato in serie B. Continua Finizio:  “(L'Alba n.d.r.) era rimasta sola, senza dirigenti. Avrebbe potuto spegnersi sin da allora: invece si tenne in vita con delle fusioni non tutte felici, ma necessarie. Il bel nome augurale di Alba si trasformò in quelli, via via più complicati di Albala, Albaerotecnica e Albatrastevere. Questa ultima fusione tra Alba e Trastevere diede modo alla Società di affrontare il duro cimento della Serie B… …Oggi (n.d.r. 18/10/1947 - aggiunge il giornalista Vittorio Finizio nel suo articolo) all’Albatrastevere non sono rimasti che due dirigenti, Sili e Mattioli, entrambi, è bene sottolinearlo, di provenienza trasteverina” in quanto “…  i dirigenti di provenienza albina, Marcellini e Antuoni, non ne hanno più voluto sapere sin dalla fine della passata stagione (n.d.r. 1946-47 con la retrocessione dalla serie B alla serie C)”.
Tuttavia, conclude il suo articolo Finizio: “E l’Alba, l’Albatrastevere è ancora in piedi, ha dovuto subire larghe falcidie nel ruolino giocatori. Per sanare dei crediti vantati dai dirigenti uscenti (ndr Marcellini e Antuoni ex Alba) i dirigenti rimasti (ndr i trasteverini Sili e Mattioli) hanno dovuto cedere 7 giocatori… … inoltre hanno dovuto mettere mano alla tasca. Ma i creditori (ex alba) al 31 luglio (1947) secondo gli accordi sono stati soddisfatti”.
La frenetica corsa al 31 luglio per evitare il fallimento ebbe esito positivo per merito del presidente trasteverino Domenico Sili, il quale rimase presidente della società rionale fino alla stagione 1965-66.
L’Albatrastevere venne iscritta al campionato di serie B e assegnata al girone C vinto dalla Salernitana dove l’Albatrastevere, arrivata quartultima, benché a un solo punto dal Siracusa, venne retrocessa in Serie C. (nota – Almanacco illustrato del calcio 1948, pagina 153)
La prima stagione cadetta dell'Alba Trastevere, allenata da Tognotti inizia con tre sconfitte contro Perugia, Siracusa e Palermo; poi arriva un pareggio (2-2) con la Salernitana (che poi vincerà il campionato). Dopo alcune vittorie contro Catanzaro, Brindisi, Torrese e Cosenza dal dicembre 1946 si susseguono una serie di sconfitte, l'ultima delle quali a Rieti il 18 gennaio 1947 che porta l'allenatore Tognotti alle dimissioni.
Seguiranno alcune vittorie con il Siracusa, il Catanzaro e la Torrese, quest’ultima partita riportata nella schedina Sisal n.29 del 13 aprile 1947, che tuttavia non furono sufficienti ad evitare la retrocessione.
Gli succederà una leggenda del calcio romano e non solo, Fulvio Bernardini, detto Fuffo, già giocatore di Lazio, Inter e soprattutto dell'A.S. Roma, con ben 286 presenze e 47 gol realizzati; inoltre, già giocatore-allenatore della MATER tra il 1939 e il 1945.

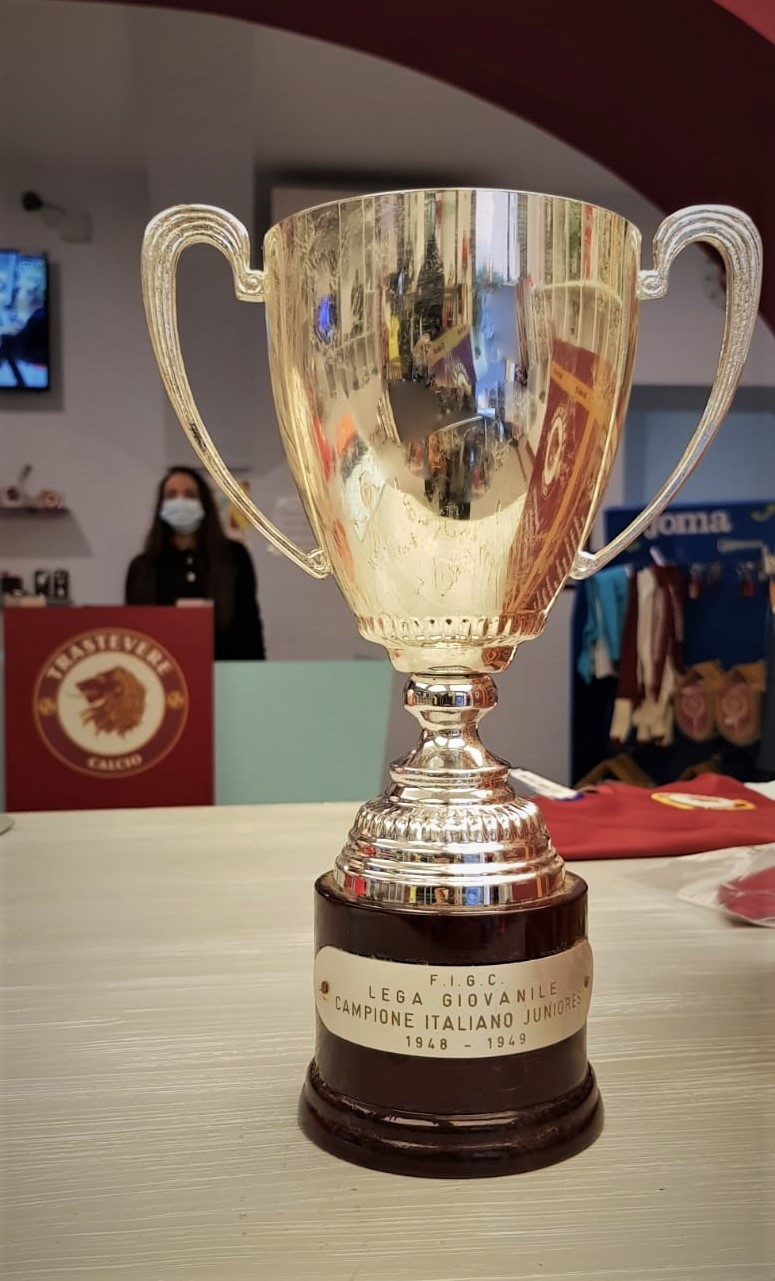
La coppa del 1949 vinta ex aequo con l'Alessandria, custodita presso il Trastevere Store in via della Lungaretta a Roma

Il suo debutto come allenatore avviene il 2 febbraio 1947 in una partita amichevole tra l'Alba Trastevere e il Trionfale, come ricorda un articolo del Corriere dello Sport di quel giorno.
Nella rosa della squadra di quell'anno va segnalato Gianfranco Dell'Innocenti, mediano e terzino di grande vaglia nel panorama calcistico italiano dell'immediato dopoguerra. Cresciuto nell'Alba Trastevere, vanterà poi ben 86 presenze con la maglia della A.S. Roma e 287 complessive in Serie A.
L'anno successivo, nel campionato di Serie C, girone P, il club trasteverino deve riorganizzarsi: cede pedine importanti, tra cui lo stesso Dell'Innocenti, e affidata a Vettraino, allenatore-giocatore, fa registrare una serie di successi fino a raggiungere come massimo risultato il secondo posto a gennaio, dietro il Tivoli, per poi chiudere la stagione settima.
La squadra, benché militante in serie C, ha uno straordinario seguito di tifosi. Il 6 maggio 1948 Fulvio Bernardini, in quell’occasione in veste di inviato de Il Corriere dello Sport per seguire la gara dei trasteverini contro il San Lorenzo, scriverà “la partita ha richiamato tanta e tanta folla che per entrare nelle due uniche e compresse porte c’è voluta una grande resistenza allo sforzo”.  (nota Annuario del Trastevere calcio p 121)
Nella stagione 1948-1949 l'Alba Trastevere milita nel campionato di promozione Interregionale, giacché una riforma dei gironi ammette in serie C la sola vincitrice (la Tivoli) (nota almanacco Illustrato calcio 1949, pag. 182) e vive una stagione eccellente che la vede sempre nelle prime posizioni, fino a terminare seconda a tre punti dal Latina.
In quella stessa stagione l'Alba Trastevere è campione d'Italia juniores, nel campionato 1948/1949: la finalissima del 26 giugno 1949 è Trastevere-Alessandria e si disputa a Firenze: terminerà 2-2 e le squadre si classificheranno prime ex aequo con la consegna della coppa a ciascuna squadra.
Seguiranno discreti risultati negli anni successivi di partecipazione al campionato di Promozione Interregionale (terzo posto nella stagione 1950/51) e meno esaltanti stagioni negli anni della Promozione, a seguito della riforma dei campionati voluta dalla Figc nel 1952, in cui la squadra lotterà per la salvezza, salvo un quinto posto conquistato.
Nella stagione 1957-1958 l'Alba Trastevere partecipa al campionato Nazionale Dilettanti e alla guida tecnica arriva Aldo Donati, già prestigioso giocatore della stessa squadra, che la porterà a chiudere l'annata al quinto posto. Dopo un undicesimo posto nella stagione seguente, gli anni sessanta si aprono con alcune difficoltà che non lasceranno spazio a grandi soddisfazioni: dopo il triennio 1959-1962 in Prima Categoria, nella stagione 1961-1962 arriva la retrocessione in Seconda Categoria, in cui resterà fino alla stagione 1974-1975, sebbene dal 1968 col nome di S.S. Trastevere.

## Attività sportive e risultati

### I primi anni di attività
A partire dal 1910, con l'istituzione del Comitato regionale del Lazio in seno alla FIGC, il calcio romano e laziale iniziò a strutturarsi e iniziò l'attività sportiva del club. Inizialmente i tornei del Lazio vennero relegati alla III Divisione. Questi tornei vennero largamente dominati dalla Lazio: i primi due videro la partecipazione di poche squadre, mentre nel 1912 si arrivò a 6 squadre. Dalla stagione 1912-13 il campionato di calcio assunse una forma nazionale: i tornei regionali della Lega Sud vennero promossi a Prima Categoria; i primi due campionati vennero - come di consueto in quegli anni - dominati dalla Lazio. L'Alba partecipò al campionato di Prima Categoria 1912-13 dopo gli spareggi avvenuti contro Juventus Roma e Tebro. Si ritirò però dal torneo, e le partite contro l'Alba furono annullate e date vinte 2-0 a tavolino causa ritiro definitivo dal campionato. Ripartì dal torneo di Promozione, nella quale non ottenne risultati di rilievo.

### Dalla ripresa dei tornei FIGC alla fusione del 1927

La formazione della stagione 1926-1927

Il conflitto bellico sovvertì le gerarchie nel calcio romano, i tornei ripresero nel 1919. Nella stagione 1920-21 giunse prima nella Promozione laziale passando quindi in Prima Categoria. La società seguì successivamente un approccio professionistico e lottò per le prime posizioni con le concittadine Fortitudo e Lazio. Dal 1923-24 al 1925-26 l'Alba vinse per tre volte consecutive il girone eliminatorio laziale di Prima Divisione. Nel 1923-24 raggiunse inoltre per la prima volta la Finale di Lega Sud, perdendola contro il Savoia di Torre Annunziata. Nel 1924-25 e nel 1925-26 i biancoverdi vinsero due volte la Finale Sud (contro Anconitana e Internaples), poi perdendo entrambe le volte la finalissima per l'assegnazione dello scudetto: nel 1925 contro il Bologna (0-4 in trasferta e 0-2 in casa) e nel 1926 contro la Juventus (1-7 in trasferta e 0-5 in casa).
Nel frattempo (settembre 1925) l'Alba protestò vivacemente per la decisione di non ammettere nessuna squadra della Lega Sud al nuovo massimo campionato a girone unico, la Divisione Nazionale 1926-27, accusando la federazione di discriminazione nei confronti delle società centro-meridionali e richiedendo l'ammissione in sovrannumero della vincente della Lega Sud 1925-26. Il 2 agosto 1926 la Carta di Viareggio, anche in risposta di tali lamentele, ammise ben tre squadre della Lega Sud, tra cui l'Alba, alla Divisione Nazionale, stabilendo al contempo il rinvio della riforma del girone unico. Al fine di rendere più competitiva la squadra in vista del nuovo impegnativo campionato, in cui per la prima volta, essendo stata abolita la separazione tra Nord e Sud, avrebbe dovuto scontrarsi con otto squadre del Nord (oltre al Napoli inserito nello stesso girone), le autorità fasciste locali disposero la fusione tra l'Alba e la concittadina Audace Roma formando l'Alba Audace. Con tale nome partecipò alla stagione 1926-27 di Divisione Nazionale: in un primo momento la squadra sembrò reggere l'impatto con il calcio settentrionale conquistando otto punti nel girone di andata, al termine del quale aveva tre punti di margine sulla zona retrocessione, ma il crollo nel finale di campionato (un solo punto nelle ultime cinque partite) agevolò la rimonta di Verona e  Brescia che la scavalcarono, relegandola al nono e penultimo posto (con 12 punti in 18 partite) che significava retrocessione. Al termine della stagione Alba Audace, Fortitudo Pro Roma e Roman si fusero, fondando l'Associazione Sportiva Roma che fu riammessa nel massimo campionato. Dalla stagione successiva la Lupa capitolina dell'Alba venne usata come simbolo dalla Roma (che riuscì a conquistare nel suo primo anno una combattuta salvezza).

### Rifondazione
Dopo la fusione che aveva dato vita all'A.S. Roma, nel 1928 l'Alba venne prontamente ricostituita (aveva sede in via Cavallini 25) e riprese a giocare in II Divisione; il 21 aprile 1928 giocò al Campo Rondinella con l'FS Rosetane.
Nella stagione 1937-38 passò poi in Prima Divisione e, nella stagione successiva in Serie C. Alla fine di quel torneo il presidente Alessandro Jacobini si dimise e alla guida della Società giunse l'ingegner Dino Gambioli proprietario e direttore dello Stabilimento Ausiliario Motor di Roma. In ossequio alle ragioni industriali, l'Alba cambiò la sua denominazione sociale da AS Alba in AS Alba Motor disputando le gare interne al Motovelodromo Appio.
La squadra sarà ben allestita tanto da partecipare nella stagione 1939/40 sia alla Serie C che al Campionato Federale Ragazzi. L'anno successivo la squadra si classifica quinta a pari punti col Savoia di Torre Annunziata.
Risultati ancora migliori nella stagione 1941/42, sempre in Serie C, quando la squadra fu protagonista di un bellissimo duello con la Mater di Fulvio Bernardini.
Poi a seguito degli eventi bellici e delle dimissioni del presidente Gambioli del 21 agosto 1941 ratificate dalla nomina di un Commissario Straordinario del Coni la Società ritorna con la denominazione “Società Sportiva Alba”, sebbene il Direttorio Federale della FIGC ratificherà l'avvenuto cambiamento solo con il Comunicato ufficiale num. 2 del 16 settembre 1942, riconoscendo la denominazione AS Alba Roma.
A dicembre 1943 la Società prende parte al Campionato Romano Misto di Divisione Nazionale - Girone Unico (in cui sono presenti anche la AS Roma, la Lazio, la Mater e il Trastevere) e si classificherà ottava a pari merito con l'Elettronica.
È una squadra composta soprattutto di giovani, e in quegli anni si fanno notare Matteini, poi passato alla AS Roma, Omero Urilli, Pietro Benedetti e Gianfranco Dell'Innocenti.
Il 17 novembre 1944 l'Alba sarà assorbita dall'Aerotecnica di Neno Marcellini, come annunciato dal Comitato Regionale Laziale in tale data.
Il 5 gennaio 1945 la nuova Albaerotecnica, che gioca in maglia bianco-verde al Campo Artiglio, inaugura la nuova sede in via dei Lucani 55, alla presenza di personaggi come Fulvio Bernardini e il Direttore Sportivo della Roma Vincenzo Biancone. La squadra però stenta a livello sportivo, ultima nella Coppa Città di Roma, quinta su otto partecipanti nel campionato Laziale di gennaio-maggio 1945.
Nell'estate del 1945 la Società per poter sopravvivere necessita di capitali esterni e iniziano le trattative per la fusione con la società romana Ala Italiana, già Ala Littoria.
Il 27 agosto 1945 nasce l'Albala con convocazione in Via dei Lucani 55 di 29 atleti salvo Romolo Alzani, passato alla Lazio in cui diverrà capitano.
Nella stagione seguente, 1945/46, l'Albala vince il Girone della Serie C e conquista la promozione in Serie B.
Mancano però le condizioni finanziarie per affrontare in nuovo campionato di Serie B: serve reperire nuovi capitali e nel giugno del 1946 inizia una trattativa con l'A.S. Trastevere (giunto quarto al campionato di Serie C Centro Sud e sperante in un ripescaggio). La Società Trastevere gode di una buona solidità finanziaria, avendo dimostrato, sin dall'ottobre del 1944, una forte vivacità economica con gli ingaggi di Aldo Donati e Renato Cappellini prima e Giorgio Barsanti e Gipo Viani poi.
Nel settembre del 1945 il Consiglio d'amministrazione del Club si era potenziato con l'ingresso del Marchese Domenico Sili, di Ercole Ercoli (più volte presidente sin dal 1935) e con la presidenza di Guidi Ferretti, facoltoso commerciante pronto a investire somme rilevanti per far ben figurare la squadra.
Sono gli anni in cui il Trastevere si fa carico delle spese per la ristrutturazione del campo Buozzi (poi detto Ercoli) con lavori terminati nell'ottobre del 1945.
Nel giugno del 1946 iniziano le trattative per la fusione tra i due club. In realtà inizialmente nell'accordo doveva far parte pure l'Italia Libera che poi si era tirata indietro per fondersi con il Trionfale.
L'organigramma della neonata Alba Trastevere è formato quasi interamente da dirigenti del Trastevere: il marchese Domenico Sili, già presidente e membro del consiglio d'amministrazione del Trastevere è il nuovo presidente; il neovicepresidente è Ercole Ercoli, già più volte presidente del Trastevere tra il 1935 e 1945 nonché il finanziatore dei lavori di adeguamento del Campo Buozzi. Il neo Direttore Sportivo è Giuseppe Mattioli, per anni dirigente dell'A.S. Trastevere. Un articolo del Corriere dello Sport del 18 ottobre 1947 che ripercorre le vicende della nascita dell'Albatrastevere sottolinea come la storica società Alba, sull'orlo di scomparire, venne salvata dalla caparbietà dei due storici dirigenti trasteverini Sili e Mattioli.
La prima stagione cadetta dell'Alba Trastevere, allenata da Tognotti inizia con tre sconfitte contro Perugia, Siracusa e Palermo; poi arriva un pareggio (2-2) con la Salernitana (che poi vincerà il campionato). Dopo alcune vittorie contro Catanzaro, Brindisi, Torrese e Cosenza, dal dicembre 1946 si susseguono una serie di sconfitte, l'ultima delle quali a Rieti il 18 gennaio 1947 che porta l'allenatore Tognotti alle dimissioni.
Gli succederà una leggenda del calcio romano e non solo, Fulvio Bernardini, detto Fuffo, già giocatore di Lazio, Inter e soprattutto della A.S. Roma, con ben 286 presenze e 47 gol realizzati; inoltre, già giocatore-allenatore della MATER tra il 1939 e il 1945.
Il suo debutto come allenatore avviene il 2 febbraio 1947 in una partita amichevole tra l'Alba Trastevere e il Trionfale, come ricorda un articolo del Corriere dello Sport di quel giorno
Nella rosa della squadra di quell'anno va segnalato Gianfranco Dell'Innocenti, mediano e terzino di grande vaglia nel panorama calcistico italiano dell'immediato dopoguerra. Cresciuto nell'Alba Trastevere, vanterà poi ben 86 presenze con la maglia della A.S. Roma e 287 complessive in Serie A.
Al termine della stagione la squadra però non riesce ad evitare la retrocessione.
L'anno successivo, nel Campionato di serie C, girone P, l'Alba Trastevere deve riorganizzarsi: cede pedine importanti tra cui lo stesso Dell'Innocenti e affidata a Vettraino, allenatore-giocatore, fa registrare una serie di successi fino a raggiungere come massimo risultato il secondo posto a gennaio dietro al Tivoli per poi chiudere la stagione settima.
Nella stagione 48/49 l'Alba Trastevere milita nel campionato di promozione Interregionale, per impossibilità di sostenere il peso della Serie C, e vivrà una stagione eccellente che la vedrà sempre nelle prime posizioni fino a terminare seconda a tre punti dal Latina.
In quella stessa stagione l'Alba Trastevere è campione d'Italia Juniores, nel campionato 1948/1949: la finalissima del 26 giugno 1949 è Trastevere-Alessandria e si disputa a Firenze: terminerà 2-2 e le squadre si classificheranno prime ex aequo con la consegna della Coppa a ciascuna squadra.
Seguiranno discreti risultati negli anni successivi di partecipazione al Campionato di Promozione Interregionale (terzo posto nella stagione 1950/51) e meno esaltanti stagioni negli anni della Promozione, a seguito della riforma dei campionati voluta dalla Figc nel 1952, in cui la squadra lotterà per la salvezza, salvo un quinto posto conquistato.
Nella stagione 1957/58 l'Alba Trastevere partecipa al campionato Nazionale Dilettanti e alla guida tecnica arriva Aldo Donati, già prestigioso giocatore della stessa squadra, che la porterà a chiudere l'annata al quinto posto. Dopo un undicesimo posto nella stagione seguente, gli anni ‘60 si aprono con alcune difficoltà che non lasceranno spazio a grandi soddisfazioni: dopo il triennio '59-'62 in Prima Categoria, nel 1961/62 arriva la retrocessione in Seconda Categoria, in cui resterà fino alla stagione 1974/75, sebbene dal 1968 col nome di S.S. Trastevere.